# آرمن مدودف
آرمن مدودف (ارمنی: Արմեն Նիկոլաևիչ Մեդվեդև؛  زادهٔ ۲۸ مهٔ ۱۹۳۸ - درگذشته ۱۳ دسامبر ۲۰۲۲) یک آموزگار، نقد فیلم، مطالعات فیلم، فیلم‌سازی، کارشناس علوم پرورشی اهل ارمنستان بود.

## زندگی‌نامه
در ۲۸ مهٔ ۱۹۳۸ در مسکو به دنیا آمد . وی در مؤسسه سینمایی فعالیت می‌کرد. وی همچنین برنده چهره هنری شایسته ارمنستان شوروی نشان برجسته افتخار نشان درجه ۴ لیاقت میهن‌پرستی نشان افتخار جمهوری ارمنستان چهره افتخاری هنر فدراسیون روسیه جایزه نیکا شده است. وی در ۱۳ دسامبر ۲۰۲۲ در سن ۸۴ سالگی در مسکو درگذشت.